# Cesonia desecheo
Cesonia desecheo är en spindelart som beskrevs av Norman I. Platnick och Mohammad U. Shadab 1980. Cesonia desecheo ingår i släktet Cesonia och familjen plattbuksspindlar. Inga underarter finns listade i Catalogue of Life.